# Klaus Winter (Jurist)

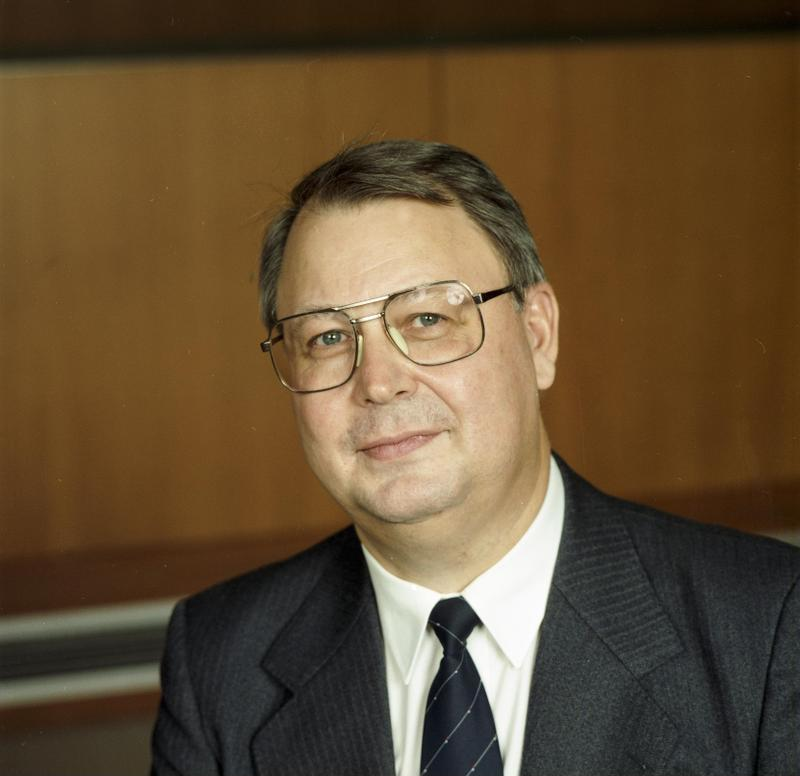
Klaus Winter (1989)

Klaus Winter (* 29. Mai 1936 in Essen; † 10. Oktober 2000) war ein deutscher Jurist und von 1989 bis zu seinem Tode Richter des Bundesverfassungsgerichts.
Winter studierte Rechtswissenschaften an der Johann Wolfgang Goethe-Universität in Frankfurt (Main) und schloss das Studium 1961 mit dem Ersten Juristischen Staatsexamen ab.
Nach Beendigung seiner juristischen Ausbildung mit dem Zweiten Juristischen Staatsexamen im Jahre 1965 trat Winter in den Justizdienst des Landes Hessen ein und war als Richter in Zivil- und Strafkammern des Landgerichts Wiesbaden tätig. Nach seiner Ernennung zum Richter am Oberlandesgericht Frankfurt am Main im Jahre 1979 arbeitete Winter in einem Familiensenat des Oberlandesgerichtes.
Im Jahr 1982 wurde Winter zum Richter am Bundesgerichtshof ernannt und wurde dort im IX. Zivilsenat tätig. Er befasste sich dort unter anderem mit Verfahren
nach dem Bundesentschädigungsgesetz, Zwangsvollstreckungsrecht, Bürgschaftsrecht und der Haftung von Rechtsanwälten und Notaren.
1989 wurde Winter zum Richter des Bundesverfassungsgerichts gewählt, dessen zweitem Senat er bis zu seinem Tode angehörte. Innerhalb des Senats lag sein Aufgabenschwerpunkt im Bereich des Straf- und Strafverfahrensrechts. Vorgänger auf seiner Planstelle war Ernst Träger, sein Nachfolger Rudolf Mellinghoff.